# Орехово-Зујево
Орехово-Зујево (рус. Орехово-Зуево) град је у Русији у Московској области. Према попису становништва из 2010. у граду је живело 120.620 становника.

## Становништво
Према прелиминарним подацима са пописа, у граду је 2010. живело 120.620 становника, 1.628 (1,33%) мање него 2002.
| 1939.  | 1959.   | 1970.   | 1979.   | 1989.   | 2002.   | 2010.   |
| ------ | ------- | ------- | ------- | ------- | ------- | ------- |
| 99.273 | 108.297 | 120.133 | 132.301 | 137.198 | 122.248 | 120.670 |

## Градови побратими
- Мадона
- Новополоцк
- Уранопољ